# Праг
Праг (чеш. Praha), званично Главни град Праг (чеш. Hlavní město Praha), је главни и највећи град Чешке. Налази се на реци Влтави, и има око 1,269 милиона становника.
Праг спада у најочуваније велике градове Европе, па је данас његово пространо историјско језгро под заштитом УНЕСКО-а. Град је због свог богатства познат и под надимком „Златни Праг“.

## Порекло назива
Назив града је старословенског порекла и значи газ, место за прелаз. У данашњем чешком језику ово би била реч práh. Овај назив би по предању био везан за газ преко реке Влтаве, међутим доказа за ову тврдњу нема. Стога се данас назив града више везује за назив брда на коме је подигнут Прашки храд (замак), који се на чешком изговара na prazě. По другом предању, када је кнегиња Либуше, која је живела на брду Вишехрад (део Прага), пала у транс, показала је према брду Храдчани, и рекла како види град чија ће слава досегнути до звезда. Рекла је својим људима да иду тамо и да ће тамо пронаћи човека који управо деље праг за своју кућу, и да по томе треба да дају назив граду. На чешком, реч праг је женског рода (Праха), па отуда и назив „Мајка свих градова“.

## Географија
Град Праг се налази у „срцу“ Европе, подједнако удаљен од свих њених граница. Он је, такође, у централном делу историјске земље Бохемске, која чини 2/3 данашње Чешке Републике (западни и средишњи део). Од Брна, другог по величини града у држави, Праг је удаљен 210 km северозападно. Најближи главни градови су Беч (320 km), Братислава (330 km) и Берлин (350 km).
Праг је смештен у средишњем делу Средњочешког побрђа. Град се образовао на низу девет брда око окуке реке Влтаве — Летна, Витков, Опиш, Ветров, Скалка, Емаузи, Вишехрад, Карлов и Петрин. Надморска висина града је од 170 до 400 m, с тим што се градско језгро налази на око 200 m.
Већи део града лежи у долини реке Влтаве, док је остатак у долинама 9 малих притока. С леве стране у реку се у граду улива 5 потока, а са десне 4. Река Влтава спада у симболе града и сам појам Прага се тешко може одвојити од ње. Део реке Влтаве кроз Праг дугачак је 30 km, а средња дубина на овом потезу је 2,75 m (најдубља 10,5 m). Влтава у Прагу прави велику окуку и обилази девет острва. Она се улива у реку Лабу 25 km северно од града.

### Клима
Клима у Прагу је умерено континентална са изразито наглашеним годишњим добима.
Подаци о времену за Праг
| Клима Прага (нормале 1981–2010, екстреми 1775-)                                    | Клима Прага (нормале 1981–2010, екстреми 1775-) | Клима Прага (нормале 1981–2010, екстреми 1775-) | Клима Прага (нормале 1981–2010, екстреми 1775-) | Клима Прага (нормале 1981–2010, екстреми 1775-) | Клима Прага (нормале 1981–2010, екстреми 1775-) | Клима Прага (нормале 1981–2010, екстреми 1775-) | Клима Прага (нормале 1981–2010, екстреми 1775-) | Клима Прага (нормале 1981–2010, екстреми 1775-) | Клима Прага (нормале 1981–2010, екстреми 1775-) | Клима Прага (нормале 1981–2010, екстреми 1775-) | Клима Прага (нормале 1981–2010, екстреми 1775-) | Клима Прага (нормале 1981–2010, екстреми 1775-) | Клима Прага (нормале 1981–2010, екстреми 1775-) |
| Показатељ \ Месец                                                                  | .Јан.                                           | .Феб.                                           | .Мар.                                           | .Апр.                                           | .Мај.                                           | .Јун.                                           | .Јул.                                           | .Авг.                                           | .Сеп.                                           | .Окт.                                           | .Нов.                                           | .Дец.                                           | .Год.                                           |
| ---------------------------------------------------------------------------------- | ----------------------------------------------- | ----------------------------------------------- | ----------------------------------------------- | ----------------------------------------------- | ----------------------------------------------- | ----------------------------------------------- | ----------------------------------------------- | ----------------------------------------------- | ----------------------------------------------- | ----------------------------------------------- | ----------------------------------------------- | ----------------------------------------------- | ----------------------------------------------- |
| Апсолутни максимум, °C (°F)                                                        | 17,4 (63,3)                                     | 19,2 (66,6)                                     | 22,5 (72,5)                                     | 28,8 (83,8)                                     | 32,5 (90,5)                                     | 37,9 (100,2)                                    | 37,8 (100)                                      | 37,4 (99,3)                                     | 33,1 (91,6)                                     | 27,0 (80,6)                                     | 19,5 (67,1)                                     | 17,4 (63,3)                                     | 37,9 (100,2)                                    |
| Максимум, °C (°F)                                                                  | 2,6 (36,7)                                      | 4,4 (39,9)                                      | 9,1 (48,4)                                      | 15,1 (59,2)                                     | 20,3 (68,5)                                     | 22,8 (73)                                       | 25,3 (77,5)                                     | 25,1 (77,2)                                     | 19,9 (67,8)                                     | 14,2 (57,6)                                     | 7,2 (45)                                        | 3,4 (38,1)                                      | 14,12 (57,41)                                   |
| Просек, °C (°F)                                                                    | 0,1 (32,2)                                      | 1,3 (34,3)                                      | 5,3 (41,5)                                      | 10,1 (50,2)                                     | 15,0 (59)                                       | 17,8 (64)                                       | 19,9 (67,8)                                     | 19,6 (67,3)                                     | 15,2 (59,4)                                     | 10,3 (50,5)                                     | 4,6 (40,3)                                      | 1,1 (34)                                        | 10,02 (50,04)                                   |
| Минимум, °C (°F)                                                                   | −2,4 (27,7)                                     | −1,8 (28,8)                                     | 1,5 (34,7)                                      | 5,1 (41,2)                                      | 9,7 (49,5)                                      | 12,7 (54,9)                                     | 14,5 (58,1)                                     | 14,2 (57,6)                                     | 10,5 (50,9)                                     | 6,4 (43,5)                                      | 2,1 (35,8)                                      | −1,1 (30)                                       | 5,95 (42,73)                                    |
| Апсолутни минимум, °C (°F)                                                         | −27,5 (−17,5)                                   | −27,1 (−16,8)                                   | −27,6 (−17,7)                                   | −8 (18)                                         | −2,3 (27,9)                                     | 1,9 (35,4)                                      | 6,7 (44,1)                                      | 6,4 (43,5)                                      | 0,7 (33,3)                                      | −7,5 (18,5)                                     | −16,9 (1,6)                                     | −24,8 (−12,6)                                   | −27,6 (−17,7)                                   |
| Количина падавина, mm (in)                                                         | 34 (1,34)                                       | 30 (1,18)                                       | 40 (1,57)                                       | 34 (1,34)                                       | 63 (2,48)                                       | 70 (2,76)                                       | 82 (3,23)                                       | 75 (2,95)                                       | 47 (1,85)                                       | 34 (1,34)                                       | 40 (1,57)                                       | 38 (1,5)                                        | 587 (23,11)                                     |
| Количина снега, mm (in)                                                            | 179 (7,05)                                      | 159 (6,26)                                      | 103 (4,06)                                      | 29 (1,14)                                       | 0 (0)                                           | 0 (0)                                           | 0 (0)                                           | 0 (0)                                           | 0 (0)                                           | 1 (0,04)                                        | 84 (3,31)                                       | 159 (6,26)                                      | 714 (28,11)                                     |
| Дани са падавинама                                                                 | 5,7                                             | 5,2                                             | 6,6                                             | 5,8                                             | 8,5                                             | 9,4                                             | 8,9                                             | 8,4                                             | 7,3                                             | 5,5                                             | 7,1                                             | 5,9                                             | 84,3                                            |
| Релативна влажност, %                                                              | 86                                              | 83                                              | 77                                              | 69                                              | 70                                              | 71                                              | 70                                              | 71                                              | 76                                              | 81                                              | 87                                              | 88                                              | 77                                              |
| Сунчани сати — месечни просек                                                      | 50,0                                            | 72,4                                            | 124,7                                           | 167,6                                           | 214,0                                           | 218,3                                           | 226,2                                           | 212,3                                           | 161,0                                           | 120,8                                           | 53,9                                            | 46,7                                            | 1.667,9                                         |
| UV индекс                                                                          | 1                                               | 1                                               | 3                                               | 4                                               | 6                                               | 7                                               | 6                                               | 6                                               | 4                                               | 2                                               | 1                                               | 1                                               | 3,5                                             |
| Извор: Светска метеоролошка организација (температура и падавине 1981–2010) NOAA и |                                                 |                                                 |                                                 |                                                 |                                                 |                                                 |                                                 |                                                 |                                                 |                                                 |                                                 |                                                 |                                                 |

## Историја
Праг је основан у IX веку по доласку Словена у Чешку, тачније 880. године оснивањем Прашког града. Убрзо је град постао седиште њених краљева из лозе Пшемисловића, од којих ће неки достићи царски положај у изборном Светом римском царству. На тај начин, Праг је у неким периодима био престоница целог царства.
Град је достигао свој врхунац у време владавине Карла IV, који је изградио Карлов мост, Катедралу Светог Вида, прву готичку катедралу у Централној Европи, у априлу 1348. године основао је Карлов универзитет, један од првих универзитета северно од Алпа, и проширио град ка истоку и југу. Дана 3. априла 1347. године, потписао је декрет о највећем средњовековном урбанистичком подухвату у Европи, који ће променити демографску слику Прага. Одлучио је да уједини разна насеља и створи „Нови град“. Овај град је настао на окуци реке Влтаве, заштићен тврђавама Старог града, са геометријски пројектованим улицама. Године 1355, године, Праг је постао престоница Царства. Последње године владавине Карла IV, 1378. године, Праг је имао 40.000 становника и био један од највећих градова тадашње Европе.
Од 1419. до 1434. године је трајала Хуситска револуција, под вођством Јана Хуса, када су се Чеси, углавном сељаци и ситна буржоазија, борили за своја политичка права. Осим Хуса, револуционаре је предводио и Јан Жижка, који је такође постао национални јунак.
Од 1526. Праг је био седиште Хабзбуршке династије, међутим Чеси су се борили против владајуће династије и после прве озбиљније револуције, 1547. године и пораза устаника, грађани Прага су изгубили дотадашња политичка права. Захваљујући Императору Рудолфу II (1576—1612), који је био љубитељ уметности, културни живот у Прагу је наставио да се развија. После неуспеха највеће антихабзбуршке револуције, 1620. године у бици на Белој гори, Праг је изгубио политичке повластице, а идејне вође народа су биле принуђене да напусте земљу услед контра-реформације Католичке цркве. Праг је тада потпуно престао да буде престоница царства, међутим после Тридесетогодишњег рата настављена је обнова прашких грађевина у карактеристичном стилу “прашког барока”.
Чеси су се потпуно вратили римокатоличкој вери 1648. године. За време Седмогодишњег рата, Прусија је заузела Праг 1757. године, а Император Јосиф II је 1784. године спојио четири дела града (Стари град, Нови град, Мала Страна и Храдчани) у једну целину — престони град Праг, који је постао средиште привредног развоја и националног препорода Чешке. Овај процес је достигао врхунац 1848. године после ослобођења државе, а праћен је стварањем Националног позоришта (1881—1883), оснивањем Чешког универзитета (1882) и Чешке академије наука и уметности (1890) и изградњом Националног музеја (1890).
Праг је 28. октобра 1918. године постао главни град новостворене Чехословачке, која је настала по распаду Аустроугарске. Четири године касније, 1. јануара 1922, Праг је окупио 37 градских целина, чиме је створен савремени метрополис, који је 1938. године године имао близу милион становника. Хитлерове трупе су окупирале град 15. марта 1939. године, а антифашистичка борба је трајала више од шест година. Обележили су је затварање чешког универзитета 17. новембра 1939. године и убиство “протектора” Рајнхард Хајдриха 27. маја 1942. године. Врхунац ослободилачких борби је био од 5–9. маја 1945. године
Вековима Праг је био мултиетнички град, са чешким, немачким и јеврејским становништвом. После немачке окупације у Другом светском рату (1939) г., велика већина јевреја је нестала у холокаусту. Грађани којима је немачки језик био матерњи, а који су представљали већину до 19. века, протерани су после рата.
После избора 1946. године и Фебруарских догађања 1948. године, на власт је дошла Комунистичка партија Чехословачке. После успостављања програма “Пут ка социјализму”, дошло је до интензивног привредног развоја, у Прагу је изграђено 150 хиљада станова, метро (један од најбољих на свету према величини града), мостови и инфраструктура. Међутим, град је ипак почео заостајати за осталим европским метрополама. Пет чланица Варшавског пакта су окупирале Праг 1968. године у знак одмазде због започетих политичких и културних реформи чешке владе. У периоду нормализације, од 1969—1989, дошло је до заостајања у привредном развоју и стагнације у свим сферама живота. Једини успешан процес у овом периоду је реконструкција старог, историјског језгра Прага, чиме је створена јединствена урбана целина са више од две хиљаде историјски значајних грађевина и споменика. Тако је Праг постао један од најзначајнијих културних средишта Европе.
Значајан историјски обрт који је донео наду у бољу будућност Прага је била „плишана револуција”, која је почела 17. новембра 1989. године демонстрацијама на Вацлавским намјестима и довела до слободних парламентарних и локалних избора у лето и јесен 1990. године. После раздвајања Чехословачке, 1. јануара 1993. године Праг је постао главни град Чешке републике, која од тада доживљава интензиван економски развој.
Као културно и привредно средиште Чешке, Праг је привлачио многе чувене уметнике и научнике, као: Јана Хуса, Франца Кафку, Бохумила Храбала, Волфганга Амадеуса Моцарта, Антоњина Дворжака, Вацлава Хавела, Алберта Ајнштајна.

## Становништво
| Година       | 1857    | 1886    | 1900    | 1925    | 1950    | 1980      | 1998      | 2001      | 2012      | 2017      |
| ------------ | ------- | ------- | ------- | ------- | ------- | --------- | --------- | --------- | --------- | --------- |
| Становништво | 142.588 | 177.498 | 222.588 | 718.300 | 931.500 | 1.182.800 | 1.193.300 | 1.169.100 | 1.241.664 | 1.280.508 |

У граду Прагу живи 1.237.893 становника (11,4% становништва државе). Већина станује у бројним градским насељима на ивицама градског подручја. Историјско језгро града има око 40.000 житеља. Из статистичких података се може закључити да додатних 300.000 ради у Прагу, иако нису уписани као становници.
Стопа незапослености је 3,4%, што је око 20.000 људи.

## Градска управа
Праг, као главни град, има посебан статус независне управне јединице и не припада ниједном од чешких крајева. Град је истоимено и управно седиште Средњочешког краја (али му не припада), који га окружује са свих страна и коме припадају сва градска предграђа.

## Знаменитости града
Као један од најстаријих, највећих и најлепших градова у средњој Европи, који је поштеђен од разарања у Другом светском рату, Праг је данас прворазредно туристичко одредиште.
Архитектура Прага је разноврсна, од романичке, готичке, ренесансне, барокне, рококо, класицистичке, ампир архитектуре, до праваца 20. века сецесије и кубизма.
Кроз историју град је добијао многе епитете, као Praga totius Bohemiae domina (Праг, господарица Чешке), Praga mater urbium (Праг, мајка свих градова), или Praga caput regni (Праг, глава империје — мисли са на Свето римско царство). Цар Светог римског царства Карло IV назвао је Праг „златни град“. Од 19. века зову га и „град стотину торњева“, иако их у граду има чак 550.
Највеће туристичке знаменитости у Прагу данас су:
- Стари град,
- Старомјетске намјести (Староградски трг),
- Вацлавске намјести (Трг Св. Вацлава — главни трг и улица),
- Прашки храд (Храдчани) са Катедралом Св. Вида (14. век),
- Карлов мост,
- Јеврејска четврт,
- Ленонов зид,
- Астрономски сат у Прагу,
- Народни музеј и друге.

УНЕСКО је уврстио историјско језгро Прага у списак Светске баштине.

## Привреда
Бруто приход по становнику у Прагу је дупло виши него у Чешкој и износи 33.784 € (2004. г.). То је 157% просека Европске уније. Град је такође постао седиште многих међународних компанија.
Од 1990-их, Праг је постао популарно место за снимање филмова, највише због своје очуване предратне архитектуре.
Индустријски сектор је махом усредсређен на високе технологије — авио-индустрија, електроника, енергетика, петрохемија.
Туризам постаје све више мотор развоја града. Последњих година он доноси 20% прихода граду.

### Саобраћај
Јавни градски превоз обухвата:
- Прашки метро — 3 метро линије са 57 станица, укупне дужине 59 km,
- трамваје (са дужином око 130 km пруга и 26 линија),
- аутобусе,
- речне фериботе,
- Петринску успињачу.

Међуградски превоз се ослања на:
- Међународни аеродром „Рузине“ — Праг,
- Железничку мрежу преко Главне железничке станице надомак Вацлавских намјести,
- Путну мрежу преко система ауто-путева и магистралних путева, који се око града повезују на ауто-путни прстен.

## Познате личности
- Јован Валента (1826 Праг - 7. јун 1887), лекар, оснивач Српског лекарског друштва, члан Друштва српске словесности и Српског ученог друштва
- Михал Шанда (1965) Праг - ), чешки писац и песник
- Јарослав Сајферт (1901 Праг - 1986), чешки писац, песник и новинар
- Јан Палах (1948 Праг - 1969), чешки родољуб, студент историје на Карловом универзитету

## Галерија
- Прашки град — Храдчани
- Праг у зору са карловог моста
- Катедрала Светог Вита
- Храм Светог Николе
- Стари град
- Стара градска већница
- Тинска улица
- „Кућа која плеше“
- Народни музеј
- Нови део града Панкрац
- Позориште на Винохрадима
- ТВ торањ у Жижкову

## Партнерски градови
- Берлин
- Копенхаген
- Округ Мајами-Дејд
- Нирнберг
- Луксембург
- Гуангџоу
- Хамбург
- Хелсинки
- Ним
- Прешов
- Терамо
- Бамберг
- Брисел
- Франкфурт на Мајни
- Јерусалим
- Чикаго
- Тајпеј
- Терни
- Ферара
- Тренто
- Монца
- Лече
- Напуљ
- Вилњус
- Истанбул
- Софија
- Буенос Ајрес
- Атина
- Братислава
- Мадрид
- Тунис
- Брисел
- Амстердам
- Финикс
- Тирана
- Кјото
- Кали
- Лимасол
- Дранси

### Бивши партнерски градови
- Москва (1995-2014)
- Санкт Петербург (1991-2014)[7]